# 50. évfordulós Szaturnusz-gála
Az 50. évfordulós Szaturnusz-gála a 2021-es és a 2022-es év legjobb filmes és televíziós sci-fi, horror és fantasy alakításait értékelte. A díjátadót 2022. október 25-én tartották a kaliforniai L.A. Marriott Burbank Hotelben, a műsor házigazdája Joel McHale volt. A jelöltek listáját 2022. augusztus 12-én hozták nyílvánosságra. A gálát élőben közvetítették az Electric Entertainment OTT alkalmazásán, az ElectricNow-on.

## Győztesek és jelöltek
Forrás:

### Film
| Legjobb képregény-adaptáció | Legjobb sci-fi-film |
| --- | --- |
| - Pókember: Nincs hazaút - Batman - Doctor Strange az őrület multiverzumában - Shang-Chi és a tíz gyűrű legendája - The Suicide Squad – Az öngyilkos osztag - Thor: Szerelem és mennydörgés | - Nem - A jövő bűnei - Dűne - Free Guy - Godzilla Kong ellen - Jurassic World: Világuralom |
| Legjobb fantasyfilm | Legjobb horrorfilm |
| - Minden, mindenhol, mindenkor - Szörnyella - Legendás állatok: Dumbledore titkai - Szellemirtók – Az örökség - A Zöld Lovag - A gigantikus tehetség elviselhetetlen súlya | - Fekete telefon - Utolsó éjszaka a Sohóban - Éjszaka a házban - Hang nélkül 2. - Sikoly - X |
| Legjobb akciófilm vagy kalandfilm | Legjobb filmthriller |
| - Top Gun: Maverick - Halál a Níluson - Halálos iramban 9. - Nincs idő meghalni - RRR - West Side Story | - Rémálmok sikátora - Rohammentő - Az Északi - Idő - Outfit - Disznó |
| Legjobb animációs film | Legjobb nemzetközi film |
| - Marcel, a lábbelis csiga - Addams Family 2. - Encanto - Lightyear - Luca - Minyonok: Gru színre lép | - RRR - Downton Abbey: Egy új korszak - Eiffel - Én vagyok a te embered - Az igazság bajnokai - Csendes éj |
| Legjobb rendező | Legjobb forgatókönyv |
| - Matt Reeves – Batman - Guillermo del Toro – Rémálmok sikátora - Joseph Kosinski – Top Gun: Maverick - Jordan Peele – Nem - S. S. Rajamouli – RRR - Steven Spielberg – West Side Story - Jon Watts – Pókember: Nincs hazaút | - Guillermo del Toro, Kim Morgan – Rémálmok sikátora - Scott Derrickson, C. Robert Cargill – Fekete telefon - Daniel Kwan, Daniel Scheinert – Minden, mindenhol, mindenkor - Chris McKenna, Erik Sommers – Pókember: Nincs hazaút - Jordan Peele – Nem - Matt Reeves, Peter Craig – Batman - James Vanderbilt, Guy Busick – Sikoly |
| Legjobb férfi főszereplő | Legjobb női főszereplő |
| - Tom Cruise – Top Gun: Maverick (Pete "Maverick" Mitchell) - Timothée Chalamet – Dűne (Paul Atreides) - Idris Elba – The Suicide Squad – Az öngyilkos osztag (Robert DuBois / Bloodsport) - Tom Holland – Pókember: Nincs hazaút (Peter Parker / Pókember) - Daniel Kaluuya – Nem (Otis "OJ" Haywood Jr.) - Simu Liu – Shang-Chi és a tíz gyűrű legendája (Shaun / Shang-Chi) - Robert Pattinson – Batman (Bruce Wayne / Batman) | - Michelle Yeoh – Minden, mindenhol, mindenkor (Evelyn Wang) - Cate Blanchett – Rémálmok sikátora (Dr. Lilith Ritter) - Emily Blunt – Hang nélkül 2. (Evelyn Abbott) - Zoë Kravitz – Batman (Selina Kyle / Macskanő) - Keke Palmer – Nem (Emerald "Em" Haywood) - Emma Stone – Szörnyella (Estella / Szörnyella) - Zendaya – Pókember: Nincs hazaút (MJ) |
| Legjobb férfi mellékszereplő | Legjobb női mellékszereplő |
| - Ke Huy Quan – Minden, mindenhol, mindenkor (Waymond Wang) - Paul Dano – Batman (Edward Nashton / Rébusz) - Colin Farrell – Batman (Oswald "Oz" Cobblepot / Pingvin) - Ethan Hawke – Fekete telefon (Portyázó) - Richard Jenkins – Rémálmok sikátora (Ezra Grindle) - Alfred Molina – Pókember: Nincs hazaút (Dr. Otto Octavius / Doctor Octopus) - Benedict Wong – Doctor Strange az őrület multiverzumában (Wong) | - Awkwafina – Shang-Chi és a tíz gyűrű legendája (Katy) - Carrie Coon – Szellemirtók – Az örökség (Callie Spengler) - Jodie Comer – Free Guy (Millie Rusk) - Viola Davis – The Suicide Squad – Az öngyilkos osztag (Amanda Waller) - Stephanie Hsu – Minden, mindenhol, mindenkor (Joy Wang / Jobu Tupaki) - Diana Rigg – Utolsó éjszaka a Sohóban (Ms Collins) (posztumusz) - Marisa Tomei – Pókember: Nincs hazaút (May Parker)                            |
| Legjobb fiatal színész | Legjobb vágás |
| - Finn Wolfhard – Szellemirtók – Az örökség (Trevor Spengler) - Noah Jupe – Hang nélkül 2. (Marcus Abbott) - Madeleine McGraw – Fekete telefon (Gwendolyn "Gwen" Blake) - Millicent Simmonds – Hang nélkül 2. (Regan Abbott) - Mason Thames – Fekete telefon (Finney Blake) - Jacob Tremblay – Luca (Luca Paguro) | - Eddie Hamilton – Top Gun: Maverick - Jeffrey Ford, Leigh Folsom Boyd – Pókember: Nincs hazaút - William Hoy, Tyler Nelson – Batman - Cam McLauchlin – Rémálmok sikátora - Nicholas Monsour – Nem - Paul Rogers – Minden, mindenhol, mindenkor - Pietro Scalia, Doug Brandt, Calvin Wimmer – Rohammentő |
| Legjobb filmzene | Legjobb látványtervezés |
| - Danny Elfman – Doctor Strange az őrület multiverzumában - Michael Abels – Nem - Nicholas Britell – Szörnyella - Michael Giacchino – Batman - Nathan Johnson – Rémálmok sikátora - Howard Shore – A jövő bűnei - Joel P. West – Shang-Chi és a tíz gyűrű legendája | - Tamara Deverell – Rémálmok sikátora - Sue Chan – Shang-Chi és a tíz gyűrű legendája - James Chinlund – Batman - Fiona Crombie – Szörnyella - Jason Kisvarday – Minden, mindenhol, mindenkor - Marcus Rowland – Utolsó éjszaka a Sohóban - Patrice Vermette – Dűne |
| Legjobb jelmez | Legjobb smink |
| - Jacqueline Durran, David Crossman, Glyn Dillon – Batman - Kym Barrett – Shang-Chi és a tíz gyűrű legendája - Jenny Beavan – Szörnyella - Bob Morgan, Jacqueline West – Dűne - Mayes C. Rubeo – Thor: Szerelem és mennydörgés - Luis Sequeira – Rémálmok sikátora - Sammy Sheldon – Örökkévalók | - Love Larson, Donald Mowat, Eva von Bahr – Dűne - Ozzy Alvarez, Victoria Down, Kevin Kirkpatrick, Justin Raleigh – A halottak hadserege - Alexandra Anger, Monica Pavez, Evi Zafiropoulou – A jövő bűnei - Naomi Donne, Mike Marino – Batman - Greg Funk, Brian Sipe, Heba Thorisdottir – The Suicide Squad – Az öngyilkos osztag - Mike Hill, Jo-Ann MacNeil, Megan Many – Rémálmok sikátora - Adam Johansen, Matteo Silvi – Thor: Szerelem és mennydörgés |
| Legjobb különleges effektek | Legjobb független film |
| - John "D.J." Des Jardin, Bryan Hirota, Kevin Andrew Smith, Mike Meinardus – Godzilla Kong ellen - Jorundur Rafn Arnarson, Joe Letteri, Erik Winquist – Doctor Strange az őrület multiverzumában - Sheena Duggal, Alessandro Ongaro – Szellemirtók – Az örökség - Scott Edelstein, Kelly Port, Dan Sudick, Chris Waegner – Pókember: Nincs hazaút - Joe Farrell, Dan Oliver, Christopher Townsend, Sean Noel Walker – Shang-Chi és a tíz gyűrű legendája - Scott R. Fisher, Ryan Tudhope – Top Gun: Maverick - David Vickery – Jurassic World: Világuralom | - Pár-baj - Alice - Álmaink lova - Arany - Mass - Valaki figyel |

### Televízió és streaming

#### Műsorok
| Televízió | Televízió |
| Legjobb televíziós sci-fi-sorozat | Legjobb televíziós fantasysorozat |
| --- | --- |
| - Superman és Lois (The CW) - Flash – A Villám (The CW) - The Man Who Fell to Earth (Showtime) - Resident Alien (SyFy) - Supergirl (The CW) - Westworld (HBO)                                                                                    | - Shining Vale (Starz) - Ki vagy, doki? (BBC America) - Kísértetek (CBS) - La Brea (NBC) - Riverdale (The CW) - Stargirl (The CW) |
| Legjobb televíziós horrorsorozat | Legjobb televíziós akcióthriller-sorozat |
| - The Walking Dead (AMC) - Amerikai Horror Story: Két történet (FX) - Chucky (SyFy) - Fear the Walking Dead (AMC) - Kiút (Epix) - Hétköznapi vámpírok (FX)                                                                                       | - Better Call Saul (AMC) - Végtelen égbolt (ABC) - Feketelista (NBC) - Dark Winds (AMC) - Dexter: New Blood (Showtime) - Outlander – Az idegen (Starz) - Túlélőjátszma (Showtime)                                                                    |
| Streaming | |
| Legjobb streaminges sci-fi-sorozat | Legjobb streaminges fantasysorozat |
| - Star Trek: Különös új világok (Paramount+) - A Térség (Prime Video) - For All Mankind (Apple TV+) - Lost in Space – Elveszve az űrben (Netflix) - A Mandalóri (Disney+) - Az Orville: Új horizontok (Hulu) - Star Trek: Discovery (Paramount+) | - Loki (Disney+) - Végtelen matrjoska (Netflix) - Schmigadoon! (Apple TV+) - WandaVízió (Disney+) - Az Idő Kereke (Prime Video) - Vaják (Netflix) |
| Legjobb streaminger horror- vagy thrillersorozat | Legjobb streaminges akció- vagy kalandsorozat |
| - Stranger Things (Netflix) - Creepshow (Shudder) - Evil (Paramount+) - Servant (Apple TV+) - Különválás (Apple TV+) - Nyerd meg az életed (Netflix)                                                                                             | - A fiúk (Prime Video) - Bosch: Örökség (FreeVee) - Cobra Kai (Netflix) - Leverage: Redemption (Freevee) - Peacemaker – Békeharcos (HBO Max) - Reacher (Prime Video) - Az Esernyő Akadémia (Netflix)                                                 |
| Legjobb streaminges műsor | Legjobb streaminges animációs film vagy sorozat |
| - Obi-Wan Kenobi (Disney+) - Boba Fett könyve (Disney+) - Sólyomszem (Disney+) - Mise éjfélkor (Netflix) - Holdlovag (Disney+) - Ms. Marvel (Disney+)                                                                                            | - Star Wars: A Rossz Osztag (Disney+) - Arcane (Netflix) - Blade Runner: Black Lotus (Crunchyroll / Adult Swim) - A Fiúk ördögi oldala (Prime Video) - Legyőzhetetlen (Prime Video) - Star Trek: Lower Decks (Paramount+) - Mi lenne, ha…? (Disney+) |

#### Színészek
| Televízió | Televízió |
| Legjobb televíziós színész | Legjobb televíziós színésznő |
| --- | --- |
| - Bob Odenkirk – Better Call Saul (AMC) (Jimmy McGill / Saul Goodman / Gene Takavic) - Colman Domingo – Fear the Walking Dead (AMC) (Victor Strand) - Chiwetel Ejiofor – The Man Who Fell to Earth (Showtime) (Faraday) - Michael C. Hall – Dexter: New Blood (Showtime) (Dexter Morgan) - Sam Heughan – Outlander – Az idegen (Starz) (Jamie Fraser) - Tyler Hoechlin – Superman és Lois (The CW) (Clark Kent / Superman) - Harold Perrineau – Kiút (Epix) (Boyd Stevens) | - Rhea Seehorn – Better Call Saul (AMC) (Kim Wexler) - Caitríona Balfe – Outlander – Az idegen (Starz) (Claire Fraser) - Kylie Bunbury – Végtelen égbolt (ABC) (Cassie Dewell) - Courteney Cox – Shining Vale (Starz) (Patricia "Pat" Phelps) - Melanie Lynskey – Túlélőjátszma (Showtime) (Shauna Sadecki) - Rose McIver – Kísértetek (CBS) (Samantha Arondekar) - Elizabeth Tulloch – Superman és Lois (The CW) (Lois Lane)                                                       |
| Legjobb televíziós férfi mellékszereplő | Legjobb televíziós női mellékszereplő |
| - Jonathan Banks – Better Call Saul (AMC) (Mike Ehrmantraut) - Tony Dalton – Better Call Saul (AMC) (Lalo Salamanca) - Patrick Fabian – Better Call Saul (AMC) (Howard Hamlin) - Harvey Guillén – Hétköznapi vámpírok (FX) (Guillermo de la Cruz) - Brandon Scott Jones – Kísértetek (CBS) (Isaac Higgintoot) - Michael Mando – Better Call Saul (AMC) (Nacho Varga) - Michael James Shaw – The Walking Dead (AMC) (Michael Mercer)                                        | - Lauren Cohan – The Walking Dead (AMC) (Maggie Rhee) - Emmanuelle Chriqui – Superman és Lois (The CW) (Lana Lang Cushing) - Janina Gavankar – Végtelen égbolt (ABC) (Ren Bhullar) - Julia Jones – Dexter: New Blood (Showtime) (Angela Bishop) - Melissa McBride – The Walking Dead (AMC) (Carol Peletier) - Danielle Panabaker – Flash – A Villám (The CW) (Caitlin Snow / Gyilkos Fagy) - Sophie Skelton – Outlander – Az idegen (Starz) (Brianna MacKenzie)                     |
| Legjobb fiatal színész (televíziós sorozat) | Legjobb televíziós vendégszereplő |
| - Brec Bassinger – Stargirl (The CW) (Courtney Whitmore / Stargirl) - Jack Alcott – Dexter: New Blood (Showtime) (Harrison Morgan) - Zackary Arthur – Chucky (SyFy) (Jake Wheeler) - Gus Birney – Shining Vale (Starz) (Gaynor Phelps) - Jordan Elsass – Superman és Lois (The CW) (Jonathan Kent) - Alex Garfin – Superman és Lois (The CW) (Jordan Kent) | - Jennifer Tilly – Chucky (SyFy) (Tiffany Valentine) - Michael Biehn – The Walking Dead (AMC) (Ian) - Rachael Harris – Kísértetek (CBS) (Sheryl) - Jesse James Keitel – Végtelen égbolt (ABC) (Jerrie Kennedy) - Jeffrey Dean Morgan – The Walking Dead (AMC) (Negan) - Fisher Stevens – Feketelista (NBC) (Marvin Gerard) - Aisha Tyler – Fear the Walking Dead (AMC) (Mickey) |
| Streaming | |
| Legjobb streaminges színész | Legjobb streaminges színésznő |
| - Oscar Isaac – Holdlovag (Disney+) (Marc Spector / Holdlovag) - Tom Hiddleston – Loki (Disney+) (Loki) - Anthony Mackie – A Sólyom és a Tél Katonája (Disney+) (Sam Wilson / Sólyom) - Ewan McGregor – Obi-Wan Kenobi (Disney+) (Obi-Wan Kenobi - Anson Mount – Star Trek: Különös új világok (Paramount+) (Christopher Pike) - Adam Scott – Különválás (Apple TV+) (Mark Scout) - Antony Starr – A fiúk (Prime Video) (Hazafi)                                           | - Ming-Na Wen – Boba Fett könyve (Disney+) (Fennec Shand) - Millie Bobby Brown – Stranger Things (Netflix) (Tizenegy) - Britt Lower – Különválás (Apple TV+) (Helly Riggs) - Erin Moriarty – A fiúk (Prime Video) (Csillagfény / Annie January) - Elizabeth Olsen – WandaVízió (Disney+) (Wanda Maximoff / Skarlát Boszorkány) - Beth Riesgraf – Leverage: Redemption (FreeVee) (Parker) - Kate Siegel – Mise éjfélkor (Netflix) (Erin Greene)                                      |
| Legjobb streaminges férfi mellékszereplő | Legjobb streaminges női mellékszereplő |
| - Elliot Page – Az Esernyő Akadémia (Netflix) (Viktor Hargreeves) - Zach Cherry – Különválás (Apple TV+) (Dylan George) - Ethan Hawke – Holdlovag (Disney+) (Arthur Harrow) - Joel Kinnaman – For All Mankind (Apple TV+) (Edward Baldwin) - Ethan Peck – Star Trek: Különös új világok (Paramount+) (Spock) - Joseph Quinn – Stranger Things (Netflix) (Eddie Munson) - John Turturro – Severance (Apple TV+) (Irving Bailiff)                                            | - Moses Ingram – Obi-Wan Kenobi (Disney+) (Reva Sevander / Harmadik Nővér - Patricia Arquette – Különválás (Apple TV+) (Harmony Cobel) - Danielle Brooks – Peacemaker – Békeharcos (HBO Max) (Leota Adebayo) - Jess Bush – Star Trek: Különös új világok (Paramount+) (Christine Chapel) - Nell Tiger Free – Servant (Apple TV+) (Leanne Grayson) - Kathryn Hahn – WandaVízió (Disney+) (Agnes / Agatha Harkness) - Aleyse Shannon – Leverage: Redemption (FreeVee) (Breanna Casey) |
| Legjobb fiatal színész (streaminges sorozat) | Legjobb streaminges vendégszereplő |
| - Iman Vellani – Ms. Marvel (Disney+) (Kamala Khan / Ms. Marvel) - Vivien Lyra Blair – Obi-Wan Kenobi (Disney+) (Leia Organa) - Maxwell Jenkins – Lost in Space – Elveszve az űrben (Netflix) (Will Robinson) - Gaten Matarazzo – Stranger Things (Netflix) (Dustin Henderson) - Sadie Sink – Stranger Things (Netflix) (Maxine "Max" Mayfield) - Hailee Steinfeld – Sólyomszem (Disney+) (Kate Bishop)                                                                    | - Hayden Christensen – Obi-Wan Kenobi (Disney+) (Darth Vader) - Jensen Ackles – A fiúk (Prime Video) (Katonasrác) - LeVar Burton – Leverage: Redemption (FreeVee) (Robert Blanche) - Tony Dalton – Sólyomszem (Disney+) (Jack Duquesne) - Rosario Dawson – A Mandalóri (Disney+) (Ahsoka Tano) - Robert Englund – Stranger Things (Netflix) (Victor Creel) - Jonathan Majors – Loki (Disney+) (A megmaradó)                                                                         |

### Házimozi
| Legjobb 4K megjelenés | Legjobb klasszikus film DVD vagy Blu-ray |
| --- | --- |
| - Minden, mindenhol, mindenkor - Andy Warhol – Drakula - Egy maréknyi dollárért - Andy Warhol – Frankenstein - Pár dollárral többért - A nagy szökés - A testrablók támadása | - Shakespeare-i gyilkosságok - A hihetetlenül zsugorodó ember (The Criterion Collection) - A világ ura (Special Edition) - The Secret of the Blue Room - Óriások falva - Igaz mese a Grimm testvérekről (Deluxe 2-Disc Special Edition) |
| Legjobb DVD vagy Blu-ray gyűjtemény | Legjobb televíziós műsor DVD vagy Blu-ray |
| - Universal Classic Monsters: Horrorikonok gyűjteménye [4K UHD] (Dracula, Drácula, Frankenstein, A láthatatlan ember, A farkasember) - Alfred Hitchcock-gyűjtemény: Volume 2 - Francis the Talking Mule: 7 filmes gyűjtemény - A Keresztapa-trilógia [4K] - Shawscope: Volume One - Val Lewton Double Feature: Szellemhajó / Bedlam (Warner Archive Collection) | - Chucky (1. évad) - The Adventures of Ozzie and Harriet (1-2. évad) - Creepshow (2. évad) - Kolchak: The Night Stalker (A teljes sorozat) - Night Gallery (1. évad) - The Six Million Dollar Man (A teljes sorozat)                    |

### Különdíj
- Dan Curtis Legacy Award: Julie Plec
- Életműdíj: Kathryn Leigh Scott
- Producer's Showcase Award: Geoff Johns
- Robert Forster Artist's Award: A Better Call Saul stábja
- Breakthrough Performance Award: Amber Midthunder (Préda)

## Fordítás
- Ez a szócikk részben vagy egészben  a(z)   50th Anniversary Saturn Awards című angol Wikipédia-szócikk fordításán alapul.  Az eredeti cikk szerkesztőit annak laptörténete sorolja fel. Ez a jelzés csupán a megfogalmazás eredetét és a szerzői jogokat jelzi, nem szolgál a cikkben szereplő információk forrásmegjelöléseként.